# Paso Socompa
Paso Socompa är ett bergspass i Chile, på gränsen till Argentina. Paso Socompa ligger 3 858 meter över havet i Anderna.
Trakten runt Paso Socompa är ofruktbar med lite eller ingen växtlighet.